# Lothar Blumhagen

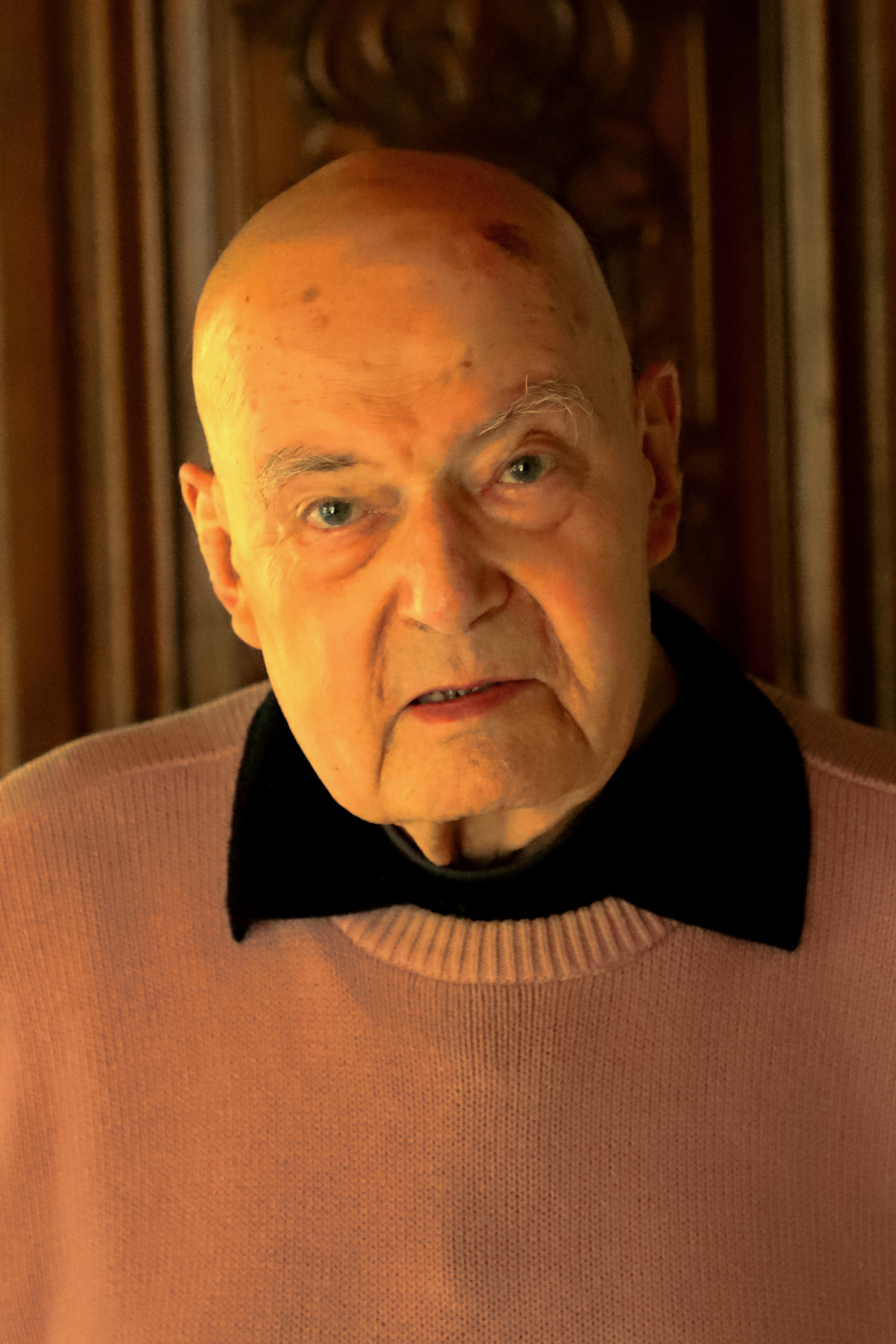
Lothar Blumhagen im Mai 2021

Lothar Blumhagen (* 16. Juli 1927 in Leipzig; † 10. Januar 2023 in Berlin) war ein deutscher Schauspieler und Synchronsprecher.

## Leben

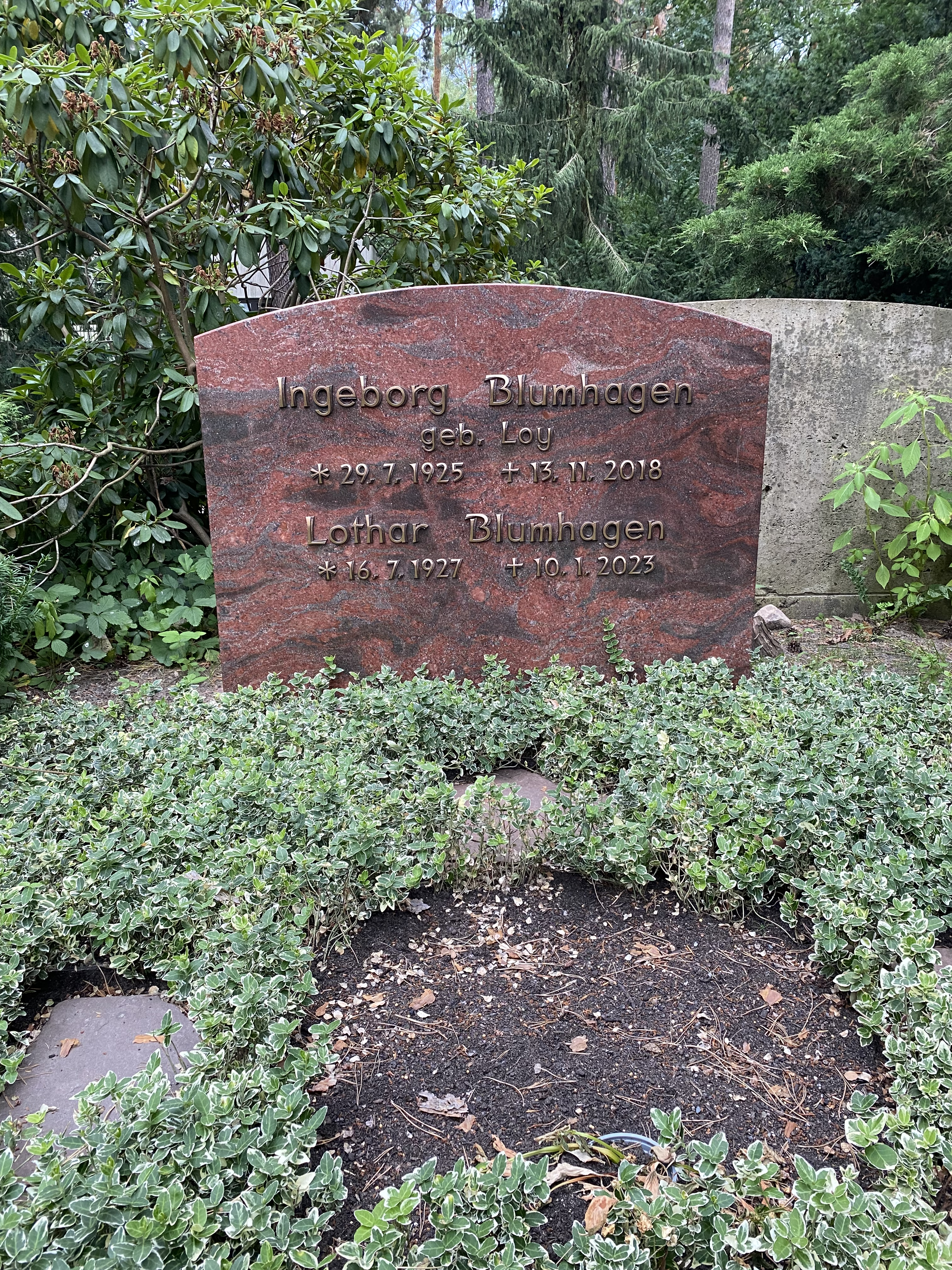
Grabstätte, Waldfriedhof Dahlem

Lothar Blumhagen absolvierte seine Schauspielausbildung an der Schule Smolny-Heerdt in Leipzig und besuchte zudem die dortige Hochschule für Musik. Sein Bühnendebüt gab er 1947 ebenfalls in Leipzig – im Literarischen Kabarett Die Rampe. Es folgten Bühnenengagements in Leipzig, Halle und Berlin.
Von 1954 bis 1956 gehörte Blumhagen dem Ensemble des Deutschen Theaters im Ostteil der Stadt an. Während dieser Zeit hatte er auch sein Filmdebüt (Hexen, 1954) und erhielt weitere Filmrollen in Produktionen der DEFA (u. a. Sommerliebe, 1955). 1956 siedelte er in den Westteil der Stadt über, wo er langjährige Engagements am Schlosspark- und Schillertheater fand und auch in der Uraufführung von Peter Weiss’ Verfolgung und Ermordung Jean-Paul Marats mitwirkte. Für seine Verdienste um die Bühne wurde er zudem zum Berliner Staatsschauspieler ernannt.
Neben seiner Bühnentätigkeit war Blumhagen nach seinen DEFA-Engagements nur noch selten in Film- und Fernsehproduktionen zu sehen, u. a. in den semi-dokumentarischen Filmen Zeugin der Zeit – Käthe Kollwitz (1985) und der deutsch-deutschen Koproduktion Caspar David Friedrich – Grenzen der Zeit (1986) sowie in Seriengastrollen wie 1990 in einer Episode von Hotel Paradies.
Besondere Bekanntheit hat Lothar Blumhagen durch seine Stimme erlangt. Bereits 1950 begann er als Hörfunksprecher beim Sender Leipzig. Darauf folgten erste Synchronrollen bei der DEFA. Für seine vielgeachtete Synchronisation von Gérard Philipe in Rot und Schwarz erhielt er 1956 zudem den Heinrich-Greif-Preis zweiter Klasse der DDR. In West-Berlin setzte er diese Tätigkeit fort und entwickelte sich zu einem der gefragtesten Synchronsprecher der Bundesrepublik mit Rollen in über 600 Filmen. Seine markante Stimme und seine distinguierte Sprechweise prädestinierten ihn dabei oft für Parts mit selbstironischem britischen Understatement wie für Roger Moore in der Rolle des Lord Brett Sinclair in der deutschen Fassung der Krimiserie Die 2 oder als Higgins (John Hillerman) in der zweiten Synchronfassung der Krimiserie Magnum. In Die Unbestechlichen (1976) synchronisierte er mit Deep Throat eine Hauptfigur, die fast ausschließlich durch ihre Stimme charakterisiert wird.
Zu den prominenten Schauspielkollegen, denen Blumhagen im Laufe der Jahre seine Stimme lieh, zählen u. a. Michael Caine (Das vergessene Tal), John Cleese (Silverado), Gary Cooper (Wirbelwind der Liebe), Tony Curtis (u. a. Hercule Poirot – Tödliche Parties), Kirk Douglas (Kennwort „Schweres Wasser“), Henry Fonda (Zu spät für Helden – Antreten zum Verrecken), Christopher Lee (Der Schädel des Marquis de Sade u. v. a.), Peter O’Toole (Die Bibel), Dennis Price (Adel verpflichtet), Alan Rickman (Galaxy Quest – Planlos durchs Weltall), Andreas Katsulas (Babylon 5), Edward G. Robinson (Ein Mann mit Phantasie) und Kenneth Williams (Die total verrückte Oberschwester und Das total verrückte Irrenhaus). Ab Anfang der 2000er-Jahre war er der Standardsprecher von Christopher Plummer (u. a. in A Beautiful Mind – Genie und Wahnsinn, Knives Out – Mord ist Familiensache und in Plummers oscarprämierten Rolle in Beginners). Noch mit über 90 Jahren war Blumhagen als Synchronsprecher aktiv.
Lothar Blumhagen war mit Ingeborg Blumhagen, geb. Loy (1925–2018), verheiratet. Das Paar hatte einen Sohn.
Blumhagen starb im Januar 2023 im Alter von 95 Jahren in einem Berliner Krankenhaus. Seine letzte Ruhestätte fand er auf dem Waldfriedhof Dahlem (Feld 009-88).

## Filmografie (Auswahl)
- 1954: Hexen
- 1955: Sommerliebe
- 1956: Friedrich Schiller
- 1964: Das Vergnügen, anständig zu sein
- 1966: Die schwarze Hand (Fernsehfilm)
- 1967: Nathan der Weise
- 1968: Gift für die Rosen (Fernsehfilm)
- 1968: Unwiederbringlich (Fernsehfilm)
- 1972: Auf den Spuren der Anarchisten (TV)
- 1974: Unter Ausschluß der Öffentlichkeit: Folge Der Freund
- 1975: Frau von Bebenburg
- 1980: Schicht in Weiß (Serie)
- 1981: Die Erbin
- 1984: Die Schwärmer
- 1984: Vor dem Sturm
- 1985: Zeugin der Zeit – Käthe Kollwitz
- 1986: Caspar David Friedrich – Grenzen der Zeit
- 1987: Wenn’s nach mir ginge
- 1990: Hotel Paradies: Folge Wer war der Täter?

## Hörspiele
- 1955: Molière: Tartuffe – Regie: Werner Wieland (Hörspiel – Rundfunk der DDR)
- 1956: William Shakespeare: Hamlet, Prinz von Dänemark (Horatio) – Regie: Martin Flörchinger (Hörspiel – Rundfunk der DDR)
- 1956: Herbert Burgmüller/Manfred Schäffer: Sein Lied war deutsch (der jüngere Lortzing) – Regie: Hans Busse (Hörspiel – Rundfunk der DDR)
- 1973: Rodney David Wingfield: Aasgeier – Regie: Otto Düben (Kriminalhörspiel – SDR)
- 1992: Friedrich Gorenstein: Streit um Dostojewski – Regie: Walter Niklaus (Hörspiel – SFB/DS Kultur)
- 2000: Damon Runyon: Butch passt aufs Baby auf (Harry) – Regie: Regine Ahrem (Hörspielreihe: Schwere Jungs und leichte Mädchen, Nr.: 1 – SFB/ORB)

## Synchronrollen (Auswahl)
Christopher Plummer
- 1987: Schlappe Bullen beißen nicht als Reverend Jonathan Whirley
- 2001: A Beautiful Mind – Genie und Wahnsinn als Dr. Rosen
- 2006: Inside Man als Arthur Case
- 2006: Das Haus am See als Simon Wyler
- 2007: Alexander (Final Cut) als Aristoteles
- 2009: Ein russischer Sommer als Leo Tolstoi
- 2010: Beginners als Hal
- 2014: Hectors Reise oder die Suche nach dem Glück als Professor Coreman
- 2018: Alles Geld der Welt als J. Paul Getty
- 2020: Knives Out – Mord ist Familiensache als Harlan Thrombrey

Roger Moore
- 1971: Die 2 als Lord Brett Sinclair
- 1980: Vier Asse hauen auf die Pauke als Harry Lindon
- 1989: Ein Mann jagt sich selbst als Harold Pelham
- 1994: Der Mann, der niemals starb als Thomas Grace / Inspector Fulbright
- 1997: Spiceworld – Der Film als Chef
- 2011: Eine Prinzessin zu Weihnachten als Edward Duke of Castlebury

James Rebhorn
- 1996: Independence Day als Albert Nimziki
- 1997: The Game als Jim Feingold
- 2002: Pluto Nash – Im Kampf gegen die Mondmafia als Belcher
- 2004: The Last Shot – Die letzte Klappe als Abe White
- 2011: Real Steel als Marvin

Franco Ressel
- 1963: Blutige Seide als Marquis Richard Morell
- 1967: Mit Django kam der Tod als Kommandant
- 1972: Die Schatzinsel als Sgt. Dance

Jean-Claude Brialy
- 1964: Ich war eine männliche Sexbombe als Der Prinz
- 1974: Das Gespenst der Freiheit als Monsieur Foucauld
- 1983: Das Auge als Voragine

Christopher Lee
- 1965: Der Schädel des Marquis de Sade als Sir Matthew Phillips
- 1969: Im Todesgriff der roten Maske als Dr. J. Neuhart
- 1990: Gremlins 2 – Die Rückkehr der kleinen Monster als Dr. Catheter

John Wood
- 1971: Schlachthof 5 als Englischer Offizier
- 1985: Der Tag des Falken als Bischof von Aquila
- 1999: Ein perfekter Ehemann als Lord Caversham
- 2000: Der kleine Vampir als Lord McAshton

Robert Culp
- 1973: Columbo: Ein gründlich motivierter Tod als Dr. Bart Kepple
- 1977: Das Urteil des Richters als Mann
- 1985–1988: Hotel als Paul Fitzgerald

Erland Josephson
- 1973: Szenen einer Ehe als Johan
- 1991: Prosperos Bücher als Gonzalo
- 2003: Sarabande als Johan

David Warner
- 1995: Die Mächte des Wahnsinns als Dr. Wrenn
- 1997: Titanic als Spicer Lovejoy
- 2000: Am Anfang als Eliezer

Richard Lynch
- 1982: Talon im Kampf gegen das Imperium als Titus Cromwell
- 1988: Vision der Dunkelheit als Harris

Paxton Whitehead
- 1984: Hart aber herzlich, Episode „Einfach Hart“ als Patrick Burke
- 1995: Hart aber herzlich, Episode „Geld macht nicht glücklich“ als Gordon Chumley
- 2007: Desperate Housewives als Graham Hainsworth

Tony Curtis
- 1986: Tödliche Parties als Charles Cartwright
- 1994: Perry Mason – McKenzie und die toten Gouverneure als Johnny Steele

Jean-Pierre Cassel
- 1990: Vincent & Theo als Dr. Paul Gachet
- 2003: Sense für den Boss als Faucheur

James Cromwell
- 1999: The Green Mile als Gefängnisdirektor Hal Moores
- 2012: Cowgirls and Angels: Ein himmlisches Pferdeabenteuer als Terence Parker

Robert Vaughn
- 2001: Pootie Tang als Dick Lecter
- 2002: Silent Justice – Selbstjustiz als Richter Mancini

### Filme
- 1944: Haben und Nichthaben – Aldo Nadi als Renards Leibwächter
- 1946: Ein eleganter Gauner – George Sanders als Eugéne François Vidocq
- 1950: Robin Hoods Vergeltung – Lowell Gilmore als Graf von Flandern
- 1954: Der wahnsinnige Zauberkünstler – John Emery als Der Große Rinaldi
- 1958: Die nackte Maja – Enzo Fiermonte als Navarra
- 1959: Ben–Hur – Terence Longdon als Drusus
- 1959: Munter und lebendig – Stanley Holloway als Mr. MacDonagh
- 1960: Ist ja irre – unser Torpedo kommt zurück – Eric Barker als Captain David Foster
- 1960: Tarzan, der Gewaltige – Charles Tingwell als Conway
- 1963: Der Wachsblumenstrauß – Kevin Stoney als Dr. Maxwell
- 1964: Mörder ahoi! – Francis Matthews als Leutnant Compton
- 1966: Ein Mann wird gejagt – Robert Duvall als Edwin Stewart
- 1973: Die merkwürdige Zähmung der Gangsterbraut Sugarpuss (auch Wirbelwind der Liebe) – Gary Cooper als Prof. Bertram Potts
- 1976: Die Unbestechlichen – Hal Holbrook als Deep Throat
- 1979: Saint Jack – James Villiers als Frogget
- 1980: Der kleine Lord – Eric Porter als Mr. Havisham
- 1984: Immer Ärger mit Harry – Dwight Marfield als Dr. Greenbow
- 1987: Ein unzertrennliches Gespann als Nachtportier
- 1991: Dinner um acht – Edmund Lowe als Dr. Talbot
- 1992: Herz am Scheideweg – Adolphe Menjou als Willard Brockton
- 1992: Das Lied vom dünnen Mann – Warner Anderson als Dr. Monolaw
- 1993: Jurassic Park – Richard Kiley als Jurassic Park Tour Stimme
- 1998: Star Trek: Der Aufstand – Anthony Zerbe als Admiral Dougherty
- 2000: Erin Brockovich – LeRoy A. Simmons als Richter LeRoy A. Simmons
- 2004: In 80 Tagen um die Welt – Jim Broadbent als Lord Kelvin
- 2006: Der rosarote Panther – Henri Garcin als Präsident
- 2017: Planet der Affen: Survival – Steve Zahn als Bad Ape
- 2018: Die dunkelste Stunde – Nicholas Jones als Sir John Simon
- 2022: Tár – Julian Glover als Andris Davis

### Serien
- 1972: Dan Oakland – Richard Anderson als Chief George Untermeyer
- 1972: Kein Pardon für Schutzengel – Robert Vaughn als Harry Rule
- 1980: Magnum, P. I. – John Hillerman als Jonathan Quayle Higgins III
- 1983: Hart aber herzlich – Edward Mulhare als Arthur Sydney
- 1984: Hart aber herzlich – Paxton Whitehead als Patrick Burke
- 1984: Hart aber herzlich – William Bogart als Wendell Kanter
- 1985: Hart aber herzlich – Roy Dotrice als Courtney Peterson
- 1988: Trio mit vier Fäusten – John S. Ragin als Lewis Gordon
- 1993: Wunderbare Pollyanna – Banjou Ginga als John Pendleton
- 1994: Mord ist ihr Hobby, Episode „Der letzte Vorhang“ – Keene Curtis als Jerome Mueller
- 1995: Hart aber herzlich – Paxton Whitehead als Gordon Chumley
- 1995–1998: Babylon 5 – Andreas Katsulas als G’Kar
- 1997: Inspector Barnaby, Episode „Requiem für einen Mörder“ – Bernard Hepton als Harold Winstanley
- 2009: Carnivàle – Patrick Bauchau als Professor Lodz
- 2009: Prison Break – David Clennon als Senator Conrad Dallow
- 2016: Victoria – Peter Bowles als Herzog von Wellington
- 2020: Yellowstone – Dabney Coleman als John Dutton Sr.